# Kaur (plataforma de satélite)

Ilustração vetorial do satélite Luch de primeira geração, baseado na plataforma KAUR-4.

KAUR, (sigla de Sistema Único de Plataformas de Satélite, em russo Космический Аппарат Унифицированного Ряда), é a denominação de uma plataforma de satélites de origem soviética sobre a qual a ISS Reshetnev (anteriormente "NPO PM"), construiu satélites desde a década de 60.
Foram desenvolvidas quatro variantes dessa plataforma. De 1965 a 2009, baseados nessas plataformas e variantes, foram desenvolvidos mais de 400 satélites de cominicação para uso militar e civil. No início dos anos 2000, para substituir a já modernizada plataforma "Kaur-4", a ISS Reshetnev iniciou o desenvolvimento de uma nova plataforma baseada em conceitos bem mais modernos, a Express.

## KAUR-1
Em 1963, o escritório de projetos OKB-10, iniciou o desenvolvimento de um satélite para um sistema de navegação por satélite. O resultado, foi o Tsiklon, que por sua vez serviu como base para uma série de outros satélites para diferentes objetivos. Esse primeiro satélite experimental teve um desempenho tão bom que foi colocado em serviço operacional.
A plataforma KAUR-1 tinha as seguintes características:
- Painéis solares indiretos
- Combinação de radiadores e características de desenho para controle de temperatura
- Ausência de propulsão
- Sistema de orientação magnético gravitacional uniaxial
- Massa entre 800 e 1.000 kg

Além dos satélites Tsiklon, que faziam parte do sistema de navegação de mesmo nome, ainda usando a plataforma KAUR-1, foram também construídos os satélites: Parus, Sfera e Cicada, além de outros veículos, como a Sonda espacial vertical.

## KAUR-2

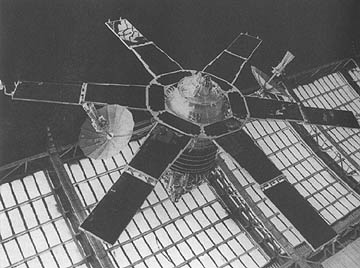
Um satélite Molniya-1 construído sobre a plataforma KAUR-2

A partir de meados da década de 60, ficou disponível a plataforma KAUR-2, com as seguintes características:
- Sistema de controle de atitude nos três eixos
- Painéis solares de orientação constante
- Sistema de controle de temperatura usando gás liquefeito
- Sistema de propulsão baseado em motores movidos a combustível líquido
- Massa entre 1.500 e 1.700 kg
- Dimensões quando em órbita 4,4 × 8,2 × 8,2 m
- Fonte de alimentação de 1,3 kW
- Vida útil de 1 ano

Sobre essa plataforma, foram desenvolvidos os satélites da família Molniya.

## KAUR-3
A partir de 1975, o início da operação de satélites em órbita geoestacionária marcou o início do uso da plataforma KAUR-3, com os satélites: Raduga, Ekran e Gorizont.
As características da plataforma KAUR-3 são as seguintes:
- Sistema de controle de atitude nos três eixos (mantendo o eixo longitudinal do satélite apontado para o centro da Terra com precisão de 0,25°)
- Painéis solares de 25 m, que se movem em relação a plataforma do satélite
- Sistema de controle de temperatura ativo baseado em gás liquefeito
- Massa entre 2.000 e 2.600 kg
- Propulsão para correção de órbita baseado em micro motores de foguetes[1]
- Fonte de alimentação de 1,25 a 1,8 kW
- Vida útil de 3 a 5 anos

## KAUR-4

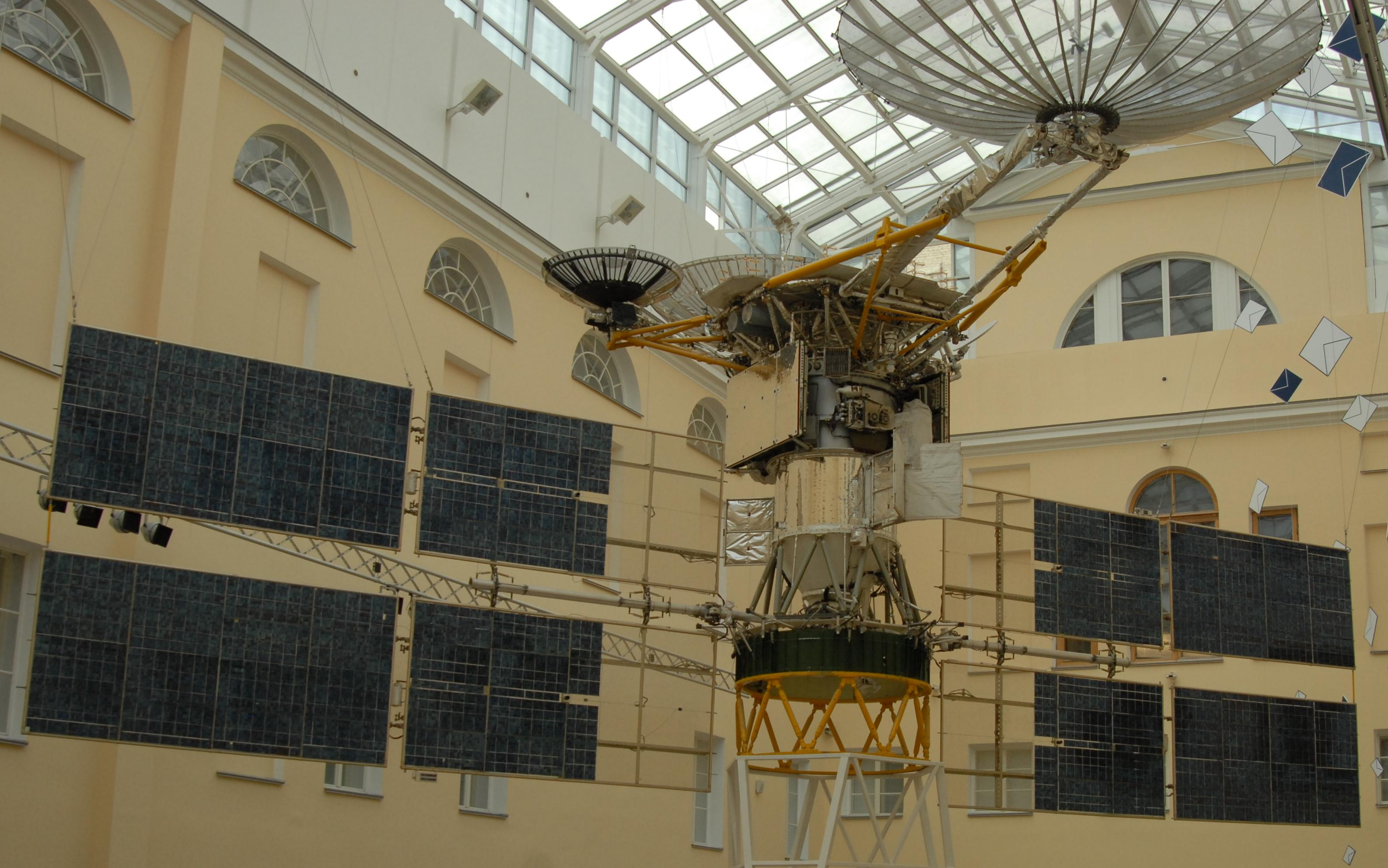
Um satélite Luch construído sobre a plataforma KAUR-4

Em 1976, foi iniciado o desenvolvimento da plataforma KAUR-4, com as seguintes características:
- Sistema de controle autônomo a bordo baseado em computador (105.000 operações/s e 100 Kb de ROM)
- Quatro propulsores de plasma do tipo SPT-70 para correções orbitais de precisão (0,2° de longitude)
- Sistema de orientação nos três eixos de alta precisão (0,1°) usando estabilizadores giroscópicos e eletrojatos movidos a hidrazina
- Painéis solares de 40 m com sistema de orientação que garante estarem sempre voltados para o Sol
- Massa de 2.600 kg
- Sistema de transferência de calor usando fluido iso-octano[1]
- Fonte de alimentação de 1,6 a 7 kW
- Vida útil de 3 a 12 anos